# Rachel Foster Avery

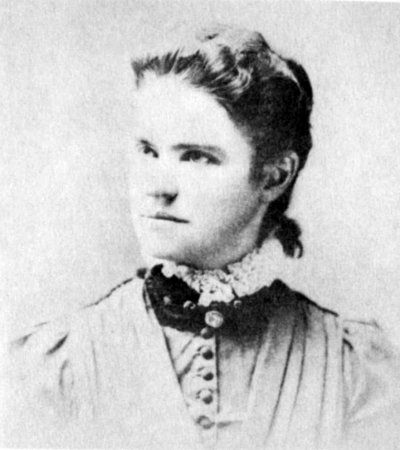
Rachel Foster Avery (1858–1919)

Rachel Foster Avery (Pittsburgh, 30 dicembre 1858 – Filadelfia, 26 ottobre 1919) è stata un'attivista e suffragetta statunitense, attiva nel movimento del suffragio femminile americano alla fine del XIX secolo, lavorando a stretto contatto con Susan B. Anthony e altre leader del movimento. Diventò una corrispondente, segretaria della National American Woman Suffrage Association, e svolse un ruolo chiave nell'organizzazione di incontri in tutto il paese.

## Primi anni
Rachel Foster nacque a Pittsburgh, Pennsylvania, da Julia Manuel Foster e J. Heron Foster, l'editore del Pittsburgh Dispatch. I suoi genitori erano pensatori progressisti; suo padre assunse la posizione secondo cui donne e uomini avrebbero dovuto ricevere la stessa retribuzione per lo stesso lavoro e sua madre divenne un'attivista per il diritto di voto alle donne, imparando dalla leader per i diritti delle donne Elizabeth Cady Stanton. La Stanton teneva riunioni per il suffragio a casa Foster, e la madre di Rachel divenne vicepresidente della locale società del suffragio. Dopo la morte di J. Heron Foster nel 1868, Rachel, sua sorella Julia e sua madre si trasferirono a Filadelfia, dove si unirono alla Citizens' Suffrage Association.

## Carriera

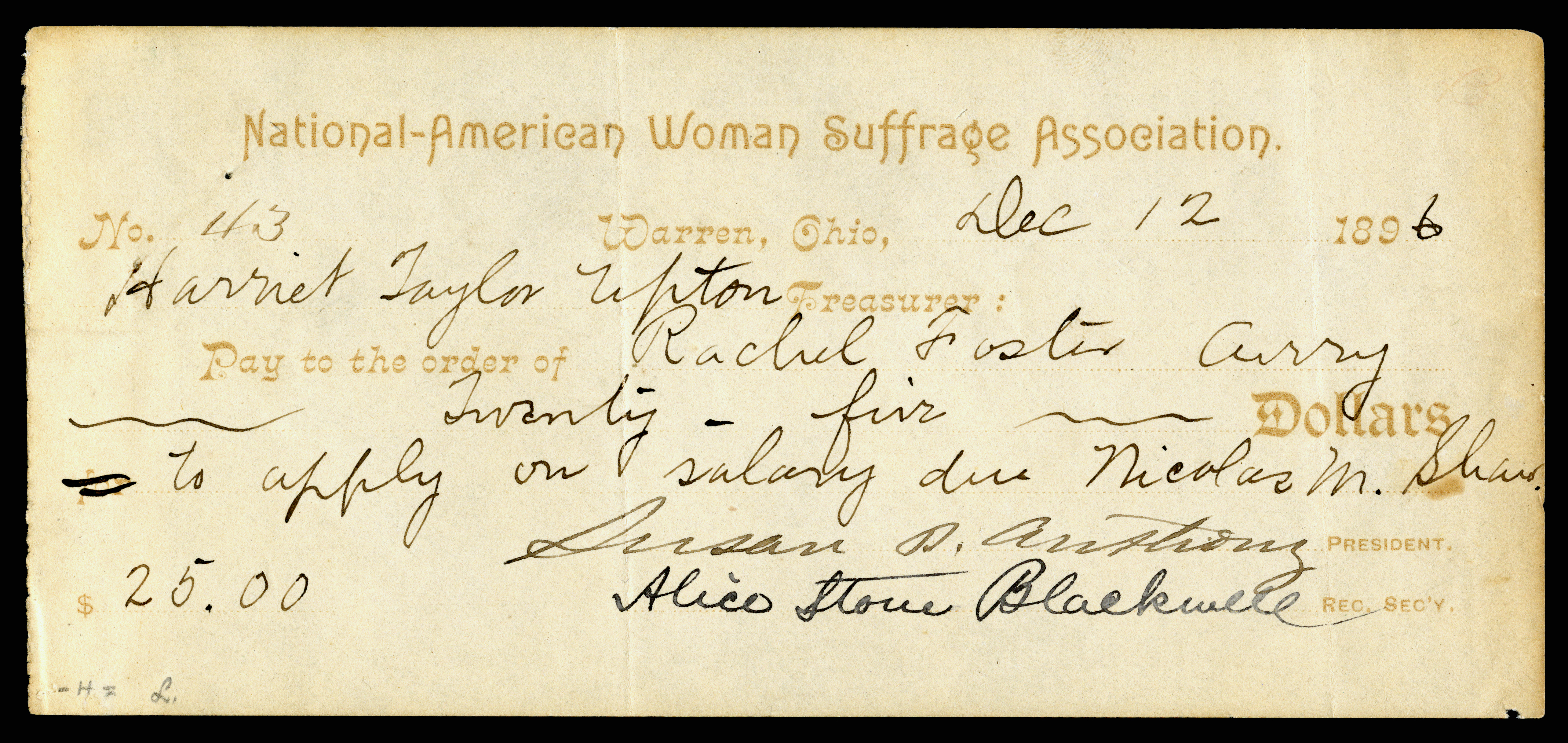
Un assegno della NAWSA intestato ad Avery, scritto dalla loro tesoriera Harriet Taylor Upton e firmato da Susan B. Anthony e Alice Stone Blackwell.

Iniziò a scrivere per i giornali all'età di 17 anni, inviando lettere dalla California e dall'Europa al Pittsburgh Leader. Durante questo periodo studiò all'Università di Zurigo.
Quando aveva solo 19 anni Avery e sua sorella maggiore, Julia Foster, furono nominate vice-presidenti per la Pennsylvania della National Woman Suffrage Association. Due anni dopo Avery fu eletta segretaria nazionale corrispondente di tale organismo, carica che ricoprì anche dopo, ad eccezione di due anni.
All'età di 21 anni partecipò all'undicesima convention della National Woman Suffrage Association e fu attivamente coinvolta nel suo lavoro, pianificando e organizzando più di una dozzina di incontri dell'associazione in tutto il paese nel 1880 e nel 1881.
Nel 1882 guidò la campagna del Nebraska per un emendamento che avrebbe permesso alle donne di votare. In seguito disseminò in tutto lo stato della Pennsylvania circa 20.000 copie di una conferenza del governatore John Hoyt del Wyoming, intitolata I buoni risultati dell'esperienza di tredici anni di voto femminile nel Wyoming.
Nel 1883 viaggiò attraverso l'Europa con "Zia Susan", come chiamava Susan B. Anthony. Viaggiarono attraverso Francia, Italia, Germania e Svizzera.
Nel febbraio 1888 la Foster organizzò l'International Council of Women a Washington, D. C., tenuto sotto gli auspici della National Woman Suffrage Association. Un'impresa importante: il consiglio attira delegati da più di 50 organizzazioni diverse provenienti da sette paesi.
Nello stesso anno, pochi mesi dopo il grande Consiglio internazionale delle donne, di cui Avery era la segretaria, sposò Cyrus Miller Avery, la cui madre, Rosa Miller Avery, era una nota sostenitrice del suffragio paritario, servendolo in particolare come scrittrice. Il Sig. Avery e sua moglie erano ugualmente forti nella loro difesa di un suffragio paritario per uomini e donne e la loro idea di uguali doveri e pari diritti veniva attuata nella loro vita domestica.
Foster in seguito ricoprì la carica di segretario corrispondente dell'National Woman Suffrage Association, del National Council of Women e del Consiglio Internazionale delle Donne.

## Vita privata
Nel 1887 adottò una bambina, che chiamò Miriam Alice Foster. L'8 novembre 1888 Foster sposò Cyrus Miller Avery (1854-1919), che aveva incontrato quando era un delegato al Consiglio internazionale delle donne che si riuniva all'inizio dello stesso anno. Il loro matrimonio fu celebrato da un pastore maschio, Charles G. Ames della Chiesa Unitariana e da una donna, Anna Howard Shaw, una delle prime donne ad essere ordinata ministro metodista negli Stati Uniti. Oltre a Miriam, la coppia ebbe altri due figli, Rose Foster Avery e Julia Foster Avery.
Rachel Foster Avery morì a Filadelfia il 26 ottobre 1919.